# Катихар
Ка́тихар (хинди कटिहार, англ. Katihar) — город в восточной части индийского штата Бихар. Административный центр одноимённого округа.

## География
Расположен примерно в 80 км к западу от границы с Бангладеш и в 100 км к югу от границы с Непалом. Ганг протекает примерно в 25 км к югу от города. Абсолютная высота — 19 метров над уровнем моря.

## Население
По оценочным данным на 2013 год численность населения составляет 231 706 человек.
Динамика численности населения города по годам:
| 1991    | 2001    | 2013    |
| ------- | ------- | ------- |
| 135 436 | 175 199 | 231 706 |

## Транспорт
Через город проходит национальное шоссе № 81.